# Pont Saint-Bénézet

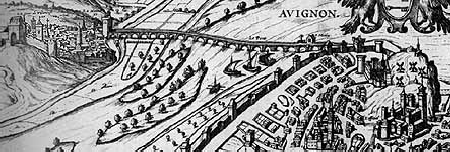
Widok Awinionu z 1660 r.

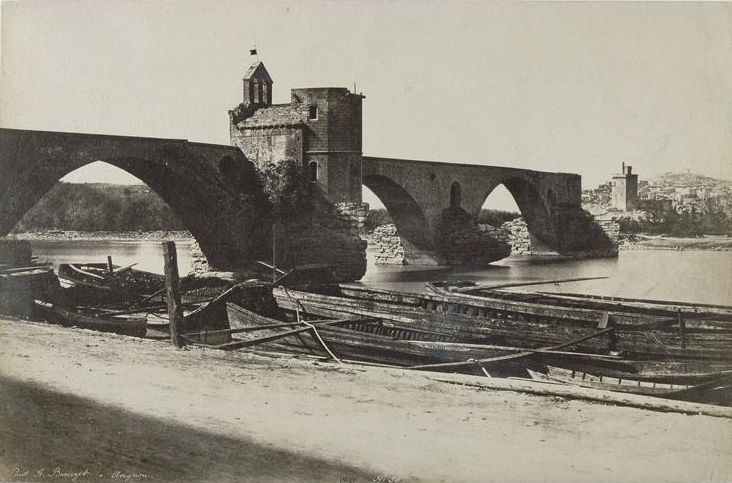
Zdjęcie mostu z 1855 r.

Pont Saint-Bénézet (IPA: pɔ̃ sɛ̃ benezɛ, pol. Most Świętego Benedykta (Bénézet), znany także jako Pont d’Avignon (IPA: pɔ̃ daviɲɔ̃, pol. Most Awinioński) – średniowieczny, zachowany częściowo, most nad rzeką Rodan w Awinionie (Prowansja Francja), cenny przykład prowansalskiej architektury doby romanizmu. Wraz z pobliskim pałacem papieskim stanowi kompleks wpisany na Listę Światowego Dziedzictwa UNESCO.

## Legenda
Most nosi imię świętego Bénézeta. Według legendy młody pasterz o imieniu Bénézet usłyszał głos z nieba, który nakazał mu wybudowanie mostu łączącego Awinion z drugim brzegiem Rodanu i miastem Villeneuve-lès-Avignon. Anioł posłał go do miejscowego biskupa, jednak hierarcha kazał Bénézetowi udowodnić, że sprawa ma charakter pozaziemski. Bénezet dźwignął wtedy wielką skałę, której nawet trzydziestu siłaczy nie było w stanie udźwignąć i zaniósł ją sprzed pałacu biskupiego na brzeg Rodanu. Widząc ten cud, mieszkańcy Awinionu założyli „Bractwo Mostowe” i przeprowadzili kwestę na rzecz wzniesienia mostu. Dowodem pamięci o legendarnym pasterzu jest zachowana do dziś romańska kaplica, w której miał rzekomo spocząć Bénézet. Faktycznie jednak nic nie wiadomo na temat jego kanonizacji.
Według jednej z tradycji most nie został ukończony i nigdy nie sięgnął do drugiego brzegu, jednak jest to niezgodne z zachowanymi źródłami ikonograficznymi, na których most przedstawiany jest jako wzniesiony w całości.

## Historia i wygląd
Most został wzniesiony z kamienia w stylu romanizmu prowansalskiego w latach 1171-1185. Pierwotnie liczył 22 przęsła i około 900 metrów długości. Należał do największych tego typu budowli średniowiecznych. W czasie ekspansji Katarów na terenie Prowansji most został zniszczony przez wojska Ludwika VIII, a następnie wielokrotnie niszczyły go powodzie. Do zniszczenia mostu szczególnie przyczyniła się powódź z 1668 roku, jedna z największych – po niej nie podjęto już odbudowy mostu i ulegał dalszym zniszczeniom. Do dziś ocalały cztery przęsła wraz z niewielką kapliczką Świętych Mikołaja i Bénézeta (jednonawową na planie prostokąta i dzwonnicą ponad elewacją frontową) oraz usytuowane przy lewym brzegu Rodanu ruiny wieży bramnej.
Pont Saint-Bénézet charakteryzuje się szerokimi łukowymi arkadami i sklepieniami kolebkowymi wewnątrz wszystkich przęseł o stałej grubości równej 1/40 rozpiętości, układanych na sucho z dokładnie obrobionych ciosów z wapienia jurajskiego. Filary mostu zostały wykonane z ciosów kamiennych i wzmocnione z obu stron ostrogami, które chroniły przed naporem rzeki i nie dopuszczały do tworzenia się za nimi wirów. Wysokość mostu ponad poziom rzeki wynosi 14 m, szerokość 4,9 m.
Obiekt ten był strategicznym punktem traktu łączącego Lyon z portami nad Morzem Śródziemnym, ważnym traktem komunikacyjnym łączącym główne miasto historycznego hrabstwa Venaissin, eksklawy należącej do papieskiego Państwa Kościelnego z Królestwem Francji. Na lewym brzegu Rodanu w Villeneuve-les-Avignon powstała w XIII wieku cytadela z wieżą Filipa IV Pięknego. Po stronie awiniońskiej znajdowała się wieża bramna z XIV wieku.

## „Sur le pont d’Avignon”

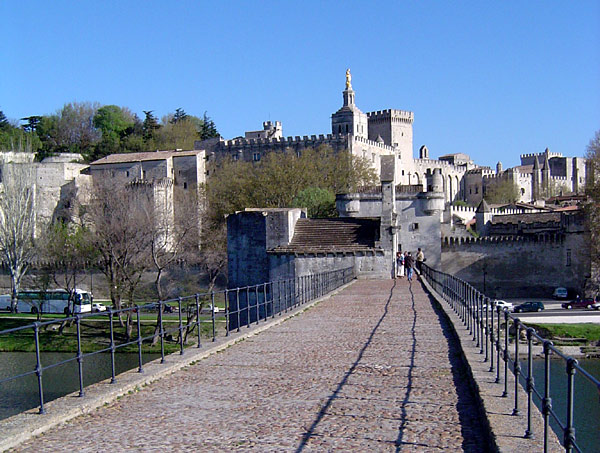
Na Moście Awiniońskim

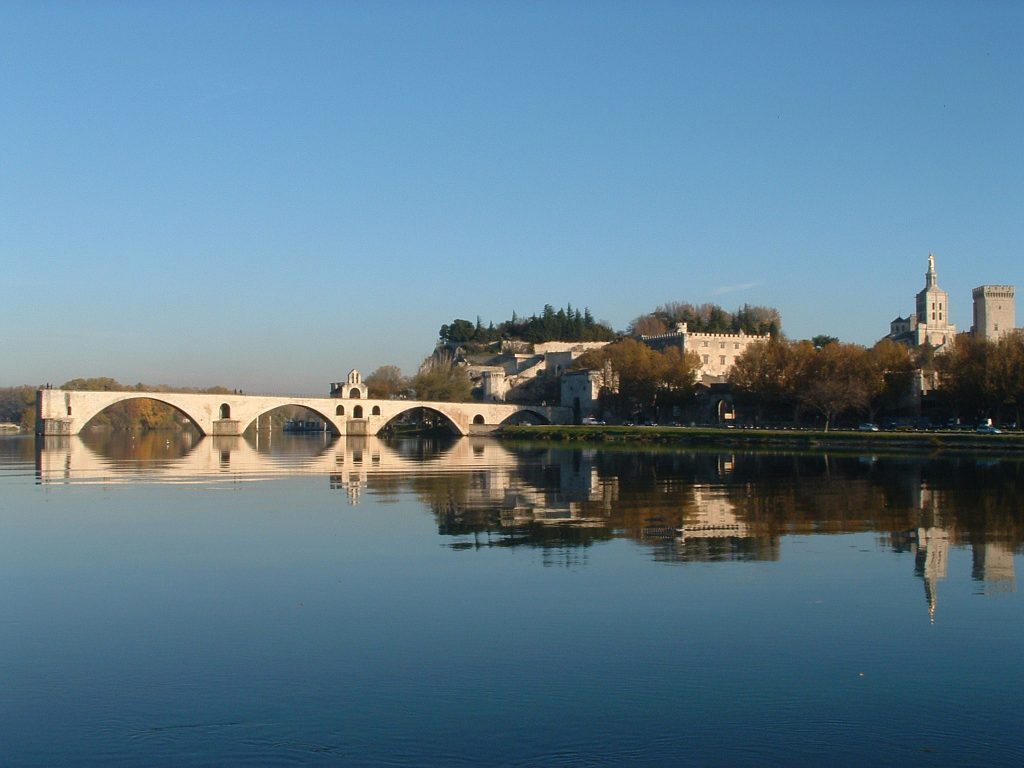
Pont St-Bénezet widziany z wyspy Ile de Barthelasse

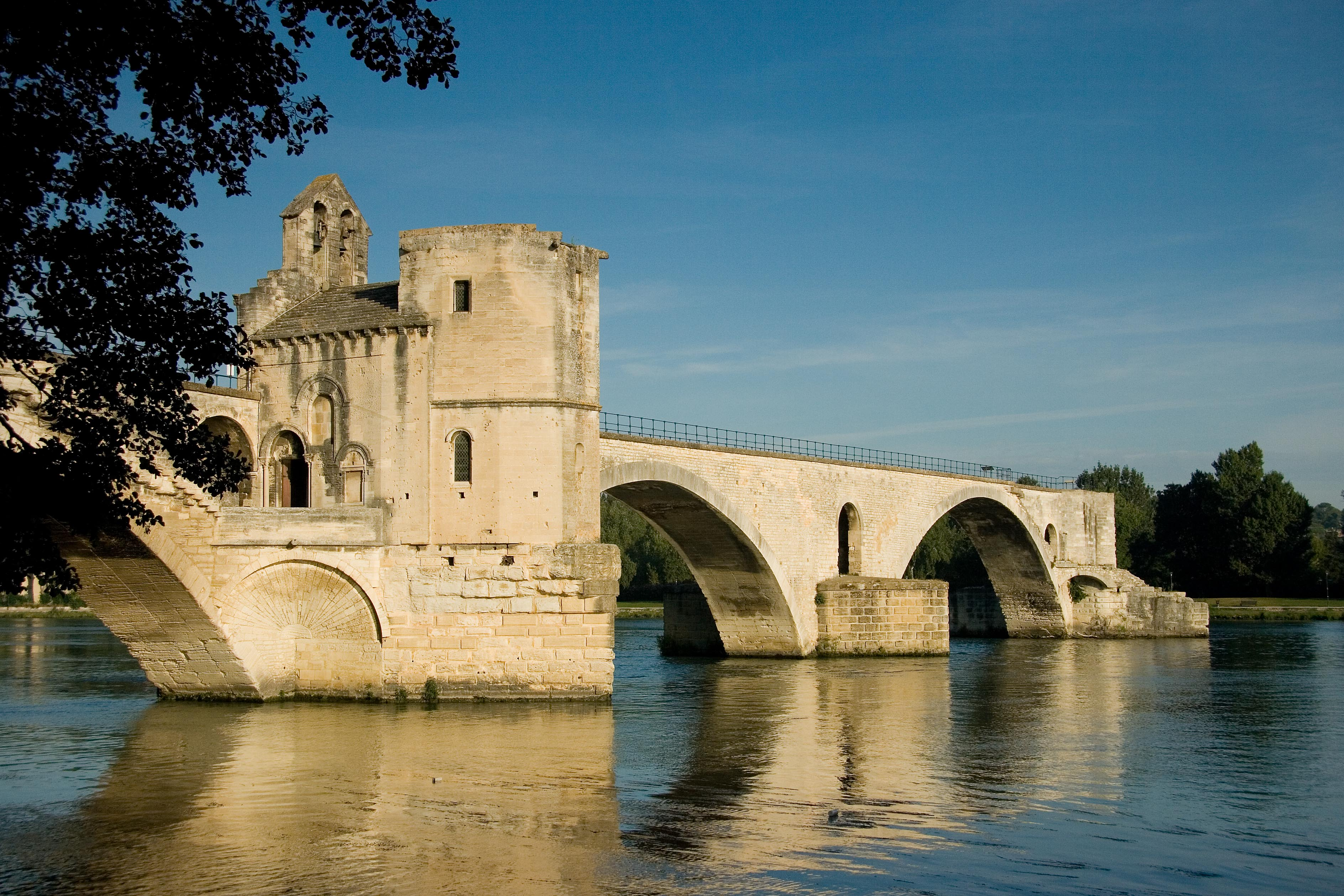
Pont Saint-Bénézet

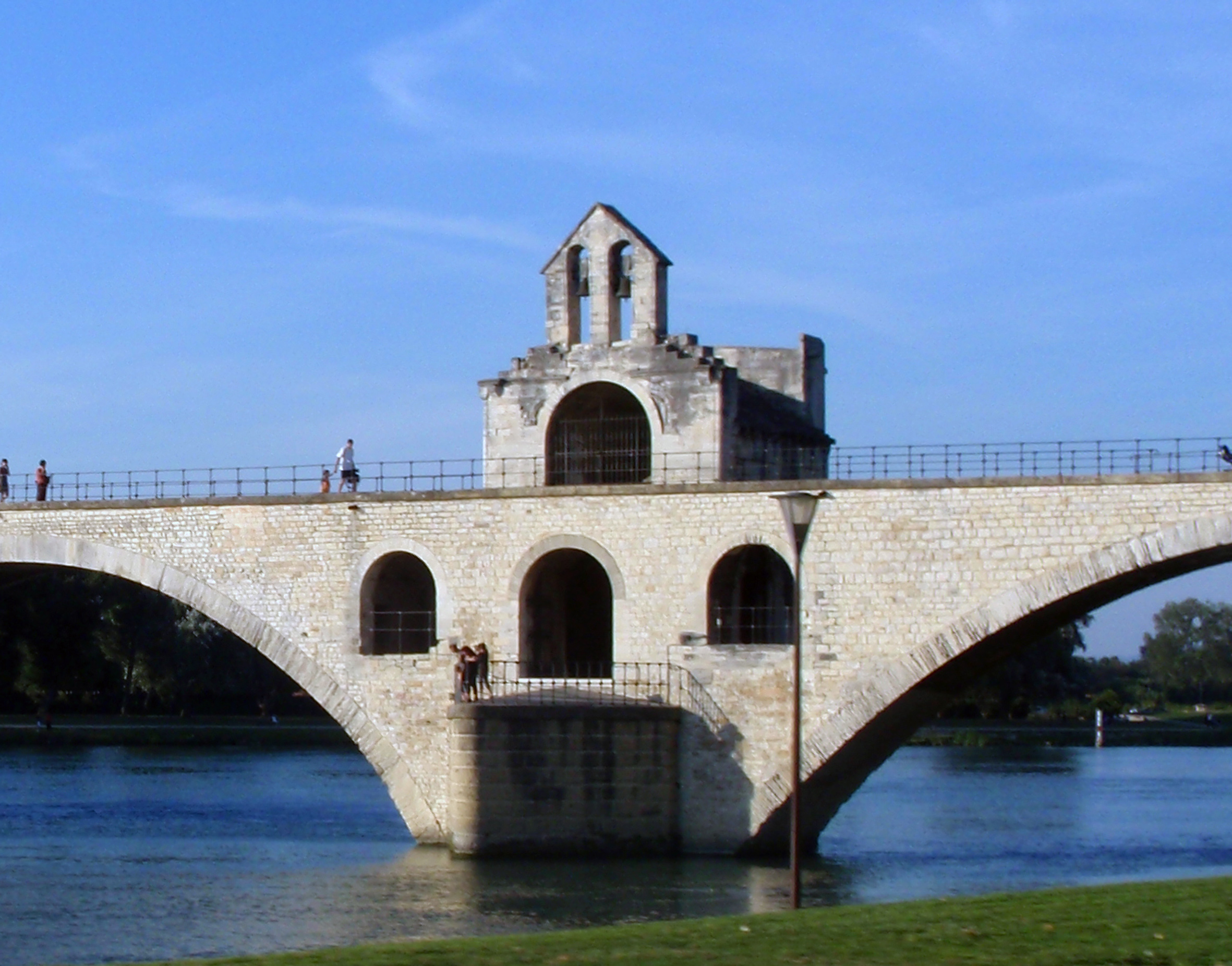
Kaplica Św. Mikołaja

Legenda o moście została uwieczniona w piosence „Sur le pont d’Avignon” („Na moście awiniońskim”), której tekst brzmi następująco:
Sur le pont d’Avignon
L’on y danse, l’on y danse
Sur le pont d’Avignon
L’on y danse tous en rond
Les beaux messieurs font comm’ ça
Et puis encore comm’ ça
Sur le pont d’Avignon
L’on y danse, l’on y danse
Sur le pont d’Avignon
L’on y danse tous en rond
Les bell’ dames font comm’ ça
Et puis encore comm’ ça
Sur le pont d’Avignon
L’on y danse, l’on y danse
Sur le pont d’Avignon
L’on y danse tous en rond
Les jardiniers font comm’ ça
Et puis encore comm’ ça
Sur le pont d’Avignon
L’on y danse, l’on y danse
Sur le pont d’Avignon
L’on y danse tous en rond
Les couturiers font comm’ ça
Et puis encore comm’ ça
Sur le pont d’Avignon
L’on y danse, l’on y danse
Sur le pont d’Avignon
L’on y danse tous en rond
Les vignerons font comm’ ça
Et puis encore comm’ ça
Sur le pont d’Avignon
L’on y danse, l’on y danse
Sur le pont d’Avignon
L’on y danse tous en rond
Les blanchisseus’s font comm’ ça
Et puis encore comm’ ça
W rzeczywistości ludzie tańczyli pod mostem (sous le pont) na terenie wyspy pośrodku Rodanu Ile de Barthelasse, która była i jest miejscem przeznaczonym do rekreacji i rozrywki, a jej główną atrakcją są ludowe tańce i muzyka nawiązująca do czasów powstania utworu. Sur le pont d’Avignon, datowany na XVI wiek, jest dziełem Pierre’a Certona, pierwotnie miał inną melodię i początek tytułu („Sus le Pont d’Avignon”). Obecna XIX-wieczna wersja utworu została włączona do operetki zatytułowanej L’Auberge Pleine skomponowanej w 1853 przez Adolphe’a Adama.